# Lesienice (rejon pustomycki)
Lesienice – wieś na Ukrainie w obwodzie lwowskim, położona 7 km na wschód od Lwowa.